# Перикле
Перикле (стгрч. Περικλῆς, од грчких речи περί и κλέος — „окружен славом”; Атина, 495. п. н. е. — Атина, 429. п. н. е.) био је старогрчки државник, говорник и војсковођа из 5. века п. н. е. од нарочитог значаја у добу између Грчко-персијских ратова и Пелопонеског рата. Раздобље његове политичке надмоћи (461. п. н. е. — 429. п. н. е.), у историји је добило име Периклово доба, такође Златни век, јер Атина је током тих година била на врхунцу своје моћи.
Перикле је искористио победу Грка над Персијанцима, као и јачање атинске морнарице и преобразио Делски савез у Атинску поморску државу, а саму Атину је довео до највеће моћи и славе у њеној дотадашњој историји. За стратега Атине биран је 14 пута узастопно, што никоме до тада није успело. На војничком плану, Периклови војни походи имали су као главни циљ очување стратешких интереса Атине и њено јачање, како на копну, тако и на мору. Главну подршку у походима давала му је моћна атинска морнарица која је почела да јача још од времена Темистокла и Кимона, сина атинског војсковође и јунака Милтијада. Перикле је био на челу Атине све до 429. п. н. е, друге године Пелопонеског рата, када је преминуо као жртва епидемије која је тада погодила Атину.
Перикле је такође био велики покровитељ уметности, књижевности и науке и за време своје владавине претворио је Атину у средиште културе и духовности античког света. Подигао је неке од најлепших грађевина античког света (атински Акропољ са Партеноном). Такође је био покретач низа закона у корист народа, а ти закони су, парадоксално, углавном били на штету аристократије којој је и сам припадао. Будући да је подржавао народне масе, многи су га називали популистом.
Његови продемократски ставови најбоље се могу видети у његовом Посмртном говору одржаном у част атинских војника погинулих у Пелопонеском рату. Говор је у потпуности сачуван захваљујући Тукидиду који је Перикла назвао „првим човеком Атине“.

## Младост
Наш политички поредак се не угледа на политички поредак наших суседа, ми смо више пример другима него имитатори других. То се зове демократија, зато што не влада мали број људи него већина. Ако погледамо [наше] законе, они су једнако праведни према свима у приватним споровима. У нашем демократском друштву, грађанин долази на важан положај на основу своје репутације и способности, а не на основу класе којој припада; нити је сиромаштво препрека да човек служи својој земљи -- ако је способан, нискост његовог друштвеног положаја неће умањити његове шансе.

Део Перикловог Посмртног говора, како га је написао Тукидид.; Сам Тукидид каже да текст није веран запис онога што је Перикле изговорио
Перикле се родио у деми Холарг, северно од Атине око 495. п. н. е. Његов отац, Ксантип, био је познати атински политичар и војсковођа с почетка 5. века п. н. е., познат и по томе што је допринео у осуђивању Милтијада због неуспеле војне интервенције на острво Парос 489. п. н. е. Ксантип је био остракован и протеран из Атине, 485. п. н. е., али пет година касније се вратио у Атину и на челу атинске војске извојевао победу над Персијанцима у бици код Микале, августа 479. п. н. е. Периклова мајка звала се Агариста и била је члан славне али контроверзне атинске аристократске породице Алкмеонида. Агаристин чукундеда је био тиранин из Сикиона, Клистен, као и касније њен ујак, који се такође звао Клистен, био је реформатор атинског политичког система и један од главних оснивача атинске демократије..
Отац Историје, Херодот, који је живео у исто време кад и Перикле, као и историчар Плутарх из Херонеје, кажу да је његова мајка, Агариста, неколико дана пре Перикловог рођења, сањала да је родила лава. Једно од тумачење те анегдоте је да лав значи моћ и славу, међутим, прича може бити и алузија на наводно чудан облик Периклове главе, главне мете комичара тог времена. У прилог овој тврдњи наводи се и чињеница да је Перикле на свим бистама био приказиван с шлемом на глави, међутим, шлем је само био симбол његовог војничког чина, стратега.
Перикле је припадао атинском племену Акамантида (Ακαμαντίς φυλή). Богатство и друштвени положај његове породице омогућили су му да се задовољи своју жеђ за знањем и учењем. Имао је срећу да буде и ученик неких од најславнијих и најмудријих људи његовог времена, као што су Зенон из Елеје (јужна Италија), оснивач елејизма, Протагора или пак Анаксагора из Клазомене (Мала Азија), велики Периклов пријатељ који га је подучио спокоју и самозауздању, што су биле неке од главних одлика Перикловог политичког бића. Такође је учио и музику од најбољих музичара његовог времена као што су били Дамон и највероватније Питоклид.

## Политичка каријера до431. п. н. е.

### Почетак политичке каријере
Године 472. п. н. е. Перикле је финансирао приказивање Есхилове драме Персијанци у облику литургије на Дионизијским играма, показавши да је тад био један од најимућнијих грађана Атине. С друге стране, финансирањем овог дела Перикле је изразио и своју подршку Темистоклу у борби против Кимона, с обзиром да драма приказује чувену Темистоклову победу код Саламине.

### Кимоново остраковање
Наша моћ није без доказа јер постоје сјајна сећања на наше успехе и најсветлије тренутке, због којих ће нас славити садашње, али и будуће генерације. Зато не треба ни Хомер да нас слави, нити било ко други његова заната, чији стихови величају славу али само на моменат, која нестаје пред појавом чињеница, зато што смо ми успели да освојимо мора и копна нашом храброшћу чиме смо свуда, као добро или као зло, оставили неизбрисиве трагове нашег величанственог присуства.

Део Перикловог Посмртног говора како га је записао Тукидид.
Права политичка каријера за Перикла почиње око 463. п. н. е., када је учествовао у процесу против Кимона, сина војсковође Милтијада и лидера конзервативне странке. Кимон је успео 471. године п. н. е. успео да остракује бившег лидера демократске странке, славног адмирала Темистокла, који је извршио самоубиство у Персији, и тако заузме врхунски политички положај у Атини. Кимон је био оптужен за запостављање атинских интереса у Македонији, као и за проспартанске ставове као и велику срамоту коју су Спартанци нанели Атињанима у Трећем месинском рату. Наиме Кимон је, у жељи да помогне Спартанцима да угуше устанак хелота. Када је Кимон стигао до твђаве Итоми на Пелопонезу, Спартанци су га понизили рекавши му да његова помоћ није потребна. Кимон се на крају ослободио свих оптужби, али његов политички положај постао је изузетно неповољан.
После судског спора са Кимоном, око 461. п. н. е. Ефијалт, који је након Темистокловог пада постао лидер демократске странке којој је припадао Перикле, одлучио је да предложи закон којим су се ограничавала права Ареопага, врховно веће античке Атине који је традиционално контролисала атинска аристократија и које је било задужено за надгледање свих атинских државних послова и закона. Закон је у Еклесији (народна скупштина у Атини) усвојен великом већином и од тада почиње период радикалне демократије у Атини у ком ће демодратска странка заузети доминантно место у атинској политици. Перикле је наставио да фаворизује популаристичку политику и 461. п. н. е. успеће да уклони свог највећег непријатеља, Кимона, који је остракован и протеран из Атине због проспартанских симпатија и све већег удаљавања његове конзервативне странке и народа. Остраковање Кимона није било уопште лако, зато што је Кимон био имућан и давао је велике количине свог богатства сиромашнима, а његови војни успеси нису били никако мали. Зато је Кимонов пад представљао огромну Периклову политичку победу.
После Кимоновог остраковања, Перикле је наставио да спроводи све радикалније популистичке законе. Године 458. п. н. е. донео је закон по коме је смањио је количину богаства који је неко требало да поседује да би могао да буде биран за архонта, 454. п. н. е. повећао је плату заклетим поротницима врховног суда Атине, а такође је донео закон по коме су сиромашни могли бесплатно да гледају позоришне представе. Најрадикалнији закон је био из 451. п. н. е. када је ограничио атинско држављанство само на оне којима су оба родитеља била Атињани. Парадоксално, овај закон ће самом Периклу донети проблема у приватном животу неколико година касније. Овај закон је највише погодио аристократски слој који је из политичких интереса склапао бракове са члановима аристократских слојева из других делова Грчке. Кимон је, с друге стране, веровао да је демократски процес у Атини достигао врхунац и да Периклове реформе нису биле добре за државу. Према грчком историчару с краја 19. века, Папаригопулосу, историја је показала да је Кимон био у праву, јер је Атина након Периклове смрти запала у политичке немире и демагогију. Папаригопулос тврди да је стрмоглаво опадање моћи и значаја Атине било резултат искључиво Периклове лоше политике. Џастин Данијел Кинг тврди да је радикална демократија донела добробит појединцу, али је нанела штете самој држави. С друге стране, Доналд Каган тврди да су Периклове демократске мере биле основ за несумњиву политичку моћ. На крају крајева, Кимон је коначно прихватио нову демократију и није се противио новом закону о грађанству након свог повратка у Атину 451. п. н. е. (Перикле је те реформе спроводио највероватније из разлога зашто веслачи атинсикх бродова су управо припадали нижим класама.)

### Владар Атине
Након Ефијалтовог убиства 461. п. н. е., Перикле је избио на чело демократске партије. Пошто након протеривања Кимона није више постојао ни један опасан противник, Перикле, као вођа демократске партије постао је такође и владар Атине којом ће владати скоро без прекида пуних 30 година, све до своје смрти 429. п. н. е.

#### Сукоби пре Пелопонеског рата
Своје прве војне походе Перикле је предузео средином 5. века пре н. е, у сукобима између Делског савеза и Атине с једне стране, и Спарте и Пелопонеског савеза с друге стране. Перикле је са атинском војском напао Акарнанију у западној Грчкој и град Сикион на Пелопонезу. На повратку у Атину покушао је неуспешно да заузме град Енијадеју у Коринтском заливу. Спарта је реаговала и послала војску и до сукоба је дошло код Танагаре 457. године. Том приликом Атина је доживела велики пораз. На Периклов предлог, Кимон је враћен из изгнанства, јер је савезу било потребно његово војничко умеће. Кад се Кимон вратио 451. п. н. е., Перикле га је именовао врховним војсковођом Атине, док је он сам преузео улогу политичког вође града и Делског савеза. Многи историчари тврде да је Перикле то учинио зашто што су његове политичке способности биле далеко боље од војних. Антони Подлеки тврди да је флексибилност Перикла направљена од античких историчара као би се Перикле показао још бољим политичаром. Кимон је био знатно бољи војсковођа који се прославио војним подвизима у ратовима против Персијанаца. Каган верује да је Кимон прихватио новонасталу ситуацију и да је кумовао политичком помирењу демократа и конзервативаца.
Средином 450-их п. н. е., Атина је претрпела тежак пораз у покушају да помогне устанак у Египту против персијске власти. Атина је дуго опседала персијску тврђаву на делти Нила, али се на крају та опсада завршила потпуним уништењем атинске војске. Неколико година касније, 451. п. н. е., Атина је послала војску на Кипар. Кимон је поразио Персијанце у бици код Саламине на Источном Кипру, међутим 449. п. н. е., је умро. Модерна историографија није сигурна у којој мери је Перикле учествовао у одлуци о предузимању ова два похода. Многи тврде да су експедиције биле више плод Кимонових личних војних амбиција него Периклових војнополитичких.
Такође, постоје велике недоумице у вези са Калијиним миром којим су се званично окончали сукоби између Делског савеза и Персијанаца. Неки историчари доводе у питање да је до тог споразума уопште дошло, а и детаљи самих преговора се доводе у питање. Модерни историчар Ернст Бадијан тврди да су Атина и Персија потписале мир 463. п. н. е. (чиме је Атина, пославши војне експедиције у Египат и на Кипар, директно прекршила овај мировни споразум), да би се поново преговарало о условима и био постигнут нов споразум 449/8. године п. н. е. Историчар Џон Фајн верује да је мир између Атине и Персије потписан 450/49. пре н. е, јер је Перикле сматрао да овај сукоб успорава ширење атинског утицаја у Грчкој и на Егејском мору.
Године 449. п. н. е. Перикле је предложио сазивање хеленског сабора на ком би учествовали сви градови старогрчког света, а који би имао за циљ обнову храмова широм Грчке који су били уништени у рату са Персијанцима. Међутим, како се Спарта успротивила, до сабора није дошло. Такође остају непознати прави мотиви тог Перикловог предлога. Према тумачењу модерних историчара Перикле је хтео да учврсти атинску хегемонију и да скупи порезе, због чега је било и логично противљење Спарте.

И још не заборавите да, ако ваша домовина има најславније име у целом свету, то је зато што никад није устукнула пред невољом; зато што је дала више живота и уложила више труда у рат него било који други град, што је освојила за себе моћ највећу од свих, и та успомена ће остати заувек да нас подсећа на те славне тренутке.

Периклова трећа орација како је записује Тукидид
Током Другог светог рата, Перикле је помогао Фокиди да поново успостави контролу над Делфима. Године 447. п. н. е. Перикле је кренуо у поход на варваска племена која је протерао са Галипоља, а на полуострво населио атинске колонисте. Исте године олигарси из Тебе организовали су пуч против проатинске демократске партије тог града. Перикле је захтевао тренутну предају, али након битке код Коронеје морао је да призна губитак Боетије у замену за атинске ратне заробљенике. Године 446. п. н. е. Мегара и Еубеја су се побуниле. Перикле је кренуо с војском на Еубеју, али је убрзо морао да се врати јер је Спарта напала Атику. Након преговора Спартанци су напустили Атику у замену за позамашну своту новца. После повлачења спартанске војске, Перикле је напао Еубеју и вратио је острво под контролу Атине. Такође је казнио земљопоседнике Халкиде одузевши им сву имовину и протерао је становнике града Истиеје зашто зу извршили покољ над морнарима атинске тријере, а потом населио град са 2.000 атинских колониста. Криза је завршена са Тридесетогодишњим миром потписаним 446/445. п. н. е. када је Атина задржала већину територија освојених од 460. п. н. е., и договорила се са Спартом да ни једна страна не покушава да освоји савезнике друге.

#### Реконтрукција атинског Акропоља
Године 449. п. н. е. Перикле је предложио реконструкцију атинског Акропоља, уништеног за време Грчко-персијских ратова. Реконструкција Акропоља отпочела је 447. п. н. е. Само за изградњу Партенона потрошено је 5.000 таланта прве године. Обнова се вршила под личним надзором Перикла. За изградњу Акропоља ће бити употребљен мермер са планине Пентели, са севера Атине. Изградња тако скупоцених и велелепних пројеката проузроковала је велико негодовање у осталим градовима Савеза. Изградња Партенона трајала је пуних 15 година, а употребљено је 20.000 тона пентелског мермер. Међутим, градњу Акропоља прекинуо је Пелопонески рат који је почео 431. п. н. е.

#### Тотални пораз конзервативаца
Године 444. п. н. е. борба за превласт између демократске и конзервативне странке достигла је врхунац. Млади и амбициозни политичар, вођа конзервативне странке, Тукидид из Алопеке, оптужио је Перикла за трошење новца из јавне касе на грађење великих архитектонских пројеката. Испрва, Тукидид је успео да окрене јавно мњење против Перикла, али не задуго — Перикле је одмах обећао да ће изградњу Акропоља платити сопственим новцем, али под условом да његово име буде уклесано на грађевинама. Овај Периклов говор народ је наградио великим аплаузом, а политичар Тукидид је доживео велики политички пораз. Две године касније, 442. п. н. е., Тукидид је остракован и протеран из Атине и на десет година. Периклов обожавалац и имењак Перикловог противника, историчар Тукидид, рекао је да је Атина је само по имену била демократија, док је у стварности била град једнога човека.

#### Атинска хегемонија
Перикле је желео да додатно ојача водећу улогу Атине у Делском савезу као и да утврди атинску доминацију у целој Грчкој. Опште је схватање да је процес стварања Атинске поморске државе почео много пре Перикловог доласка на власт зато што су остали градови чланови савеза одлучили да плаћају Атини трибут уместо да дају бродове и људство за флоту лиге. Наравно, овај процес се убрзао и постао очигледнији захваљујући низу мера и закона који су донети за време Периклове владавине. Кључни догађај у овом процесу био је атински пораз у походу на Египат, након чега је атинска превласт у савезу доведена у питање и када су се неки градови алијансе, као нпр. Милет и Еритреја, побунили против Атине. Било из истинског страха за сопствену безбедност, било као изговор за преузимање тоталне контроле над финансијама савеза, Атина је 454. или 453. п. н. е. пренела касу савеза из Делфа у Атину. До 450. или 449. п. н. е. Атина је успела да угуши устанке у Милету и Еритреји. Године 447. п. н. е. Клеархос је предложио Новчани декрет којим је утврђено успостављање атинске сребрне валуте као јединствене валуте у свим градовима члановима савеза. Једна од најоштријих ставки тог декрета била је одлука да вишак сребра од ковања новца иде у специјални фонд, и свако ко предложи неку другу могућу употребу за тај новац био би осуђен на смрт.
Из тог фонда је Перикле 449. п. н. е. узео 9.000 таланта за изградњу Акропоља, а поготову за грађење Партенона, Пропилеје и огромног споменика богиње Атине, који је био направљен од злата и слоноваче, и био је дело чувеног мајстора Фидије. Модерни грчки интелектуалац, Ангелос Влахос, тврди да је Периклова употреба новца из касе савеза за изградњу Акропоља једна од највећих неправди у историји, али захваљујући којој су настала и нека од најлепших дела античке уметности.

#### Самски рат
Самски рат је био последњи велики војни сукоб у ком је учествовала Атина пре почетка Пелопонеског рата. После остракизовања Тукидида, Перикле је поново био изабран за стратега, једина званична титула коју је икада имао, иако је његов утицај био толико велики да је практично владао Атином. Године 440. п. н. е. град Милет је био у рату са острвом Сам због преимућства над градом Пријеном у малој Азији. Град Милет је затражио помоћ од Атине да му помогне да оконча рат са Самом. Након што је Сам одбио да прекине непријатељства и да прихвати атинску арбитражу, Перикле је са 40 бродова отпловио до Сама и приморао га да прихвати мир. На челу атинске флоте налазио се Перикле, са још девет стратега, међу којима је био и познати драмски писац Софокле. Након победе, на Саму је успостављена атинска контрола. Када су Самљани дигли устанак против проатинске власти, Перикле је натерао устанике да се предају после осмомесечне опсаде, међутим, та опсада је проузроковала велика негодовања међу атинским војницима због тешких борби које су вођене далеко од њиховог града. После успеха на Самосу, Перикле је угушио још један устанак у Византиону. Након повратка у Атину одржао је свечано опело и одао почаст палим Атињанима у борбама са Самом и Византионом.
Између 438. п. н. е. и 436. п. н. е. Перикле је повео атинску флоту ка обалама Црног мора где је успоставио пријатељске односе са тамошњим грчким поморским градовима. Перикле се такође у том периоду посветио утврђивању града—изградио је тзв. „средњи зид“ 440. п. н. е. чиме је утврда Атине побољшана, и створио је нове атинске колоније на острвима Андрос и Наксос, и граду Турију, које је населио Грцима. На обали Македоније основао је још један град, Амфиполис, око 437. или 436. п. н. е.

#### Лични напади
Перикле његови најближи сарадници нису били имуни на политичке и чак личне нападе јер у демократској Атини положаји које су заузимали Перикле и његови следбеници нису се изједначавали са апсолутизмом. Уочи почетка Пелопонеског рата, Перикле, његова љубавница Аспасија и његов пријатељ Фидија били су изложени личним нападима, чак су и изведени пред суд под лажним оптужбама.
Наиме, Фидија, који је био задужен за изградњу свих архитектонских објеката на атинском Акропољу, био је прво оптужен да је украо за себе одређену количину злата намењеном за изградњу храма богињи Атини, а онда и за богохуљење јер је наводно у сцени борбе са Амазонкама исклесао на штиту богиње Атине себе као ћелавог човека заједно са другим ликом који је превише личио на Перикла како се заједно боре против митолошких Амазонки. Чак се на суђењу појавио и један лажни сведок, Менон који је потврдио те оптужбе.
Аспасија, која је била позната као добар саветник и саговорник, била је оптужена да је искварила атинске жене наговарајући их да удовоље Перикловим изопаченим укусима. Аспасија је била позната хетера и држала је јавну кућу, мада модерни историчари доводе у питање ову тврдњу. Оптужбе против ње биле су највероватније само окрутне лажи и трачеви Атине онога времена међутим биле су врло горко искуство за Перикла. Аспасија је била ослобођена свих оптужби након једног емотивног Перикловог говора, међутим вајар Фидија је преминуо у затвору, а филозоф Анаксагора, још један Периклов пријатељ, морао је да напусти Атину због оптужби еклесије због његових верских убеђења.
Самог Перикла еклесија је оптужила за превелико трошење државног новца и за злоупотребу власти. Плутарх тврди да је Перикле ушао у Пелопонески рат само да би спасао свој политички положај. Белох такође тврди да је Перикле одабрао рат само да би избегао суђење у Атини, која је сад парадоксално, ставила своју судбину у руке вођи чији је престиж био озбиљно пољуљан по први пут за десет година владавине.

## Пелопонески рат
Прави узроци Пелопонеског рата никада нису заправо разјашњени — и данас међу историчарима постоје неслагања око узрока овог рата. Плутарх оптужује Атину и лично Перикла и тврди да је Атина својим арогантним понашањем изазвала рат. С друге стране, Тукидид сматра да је Спарта изазвала рат из страха да Атина не постане превише прејака, и ратом је хтела (и на крају успела) да спречи даље јачање Атине. Међутим, пошто је добро познато Тукидидово дубоко поштовање према Периклу, више пута оптужен је за нетрпељивост према Спарти.

### Увод у рат
Перикле је био убеђен да је рат са Пелопонеским савезом и Спартом која је завидела Атини на преимућству био реално неизбежан, ако не и пожељан. Из тог разлога није се двоумио да пошаље атинску флоту на Крф где је савезничка крфљанска флота већ ратовала са Коринтом, снажним спартанским савезником и љутим противником Атине. Године 433. п. н. е. уједињена крфљанско-атинска флота супротставила се коринтској флоти у нерешеној поморској бици код Сиботе, а 432. п. н. е. Атињани су поразили коринтске колонисте у бици код Потидеје у Македонији, што је повећало антиатинско расположење код Коринћана. Истовремено Перикле је успоставио економску блокаду граду Мегари којим се забрањивало мегарским трговцима да тргују у атинској луци и у лукама градова чланица атинске поморске државе. Санкције су уништиле економију Мегаре која је била савезник Спарте, што је додатно уздрмало мировни споразум између Спарте и Атине. Историчар Џорџ Корквел тврди да је овим ембаргом Атина је прекршила Тридесетогодишњи мир који је потписала са Спартом, међутим да Перикле није то учинио без разлога. Атина се одлучила на овај корак зато што су становници Мегаре обрађивали земљу која је припадала храму богиње Деметре и зато што су пружали уточиште робовима који су бежали из Атине.
Пошто се посаветовала са својим савезницима, Спарта је послала представнике у Атину са захтевом да Атина протера све чланове аристократске породице Алкмеонида укључујући и самог Перикла и да обустави ембарго наметнут Мегари, запретивши ратом ако то Атина не прихвати. Стварни циљ Спартанаца је заправо био изазивање конфликта између Перикла и народа, што ће се десити неколико година касније. Атињани су у то време слепо пратили Перикла, за ког Тукидид каже да се обратио народу и рекао им да не попуштају пред спартанским захтевима зато што је Атина реално војно јача. Перикле није био спреман да прави једностране уступке зато што је био сигуран да ако их направи, Спарта ће се појавити с новим захтевима. Стога је поставио услов за укидање ембарга: Спарта је морала да обустави тактику ксенеласије, односно повременог протеривања странаца из Спарте и да дозволи аутономију својих савезника, алудирајући тиме да је и спартанска политика била једнако сурова као и атинска. Спарта није прихватила постављене услове и две стране су отпочеле припреме за рат. Атанасиос Платијас и Константинос Колиопулос, професори војне стратегије и међународне политике, тврде да Перикле једноставно није могао да прихвати захтеве Спарте зато што би тиме показао да је Атина слаба.

### Прва година рата
Године 431. п. н. е., када је рат већ био известан, спартански краљ Архидам II је послао нове представнике у Атину у покушају да је натера да прихвати услове Спарте. Међутим спартанској делегацији није било дозвољено да уђу у Атину зато што је Перикле издао декрет по коме се забрањује приступ представника Спарте у Атину, уколико би томе претходиле непријатељске војне акције од стране Спарте. У то време спартанска војска је била стационирана у Коринту, што су Атињани протумачили као непријатељску акцију и одбили да пусте спартанске изасланике у град. Пошто су и последњи покушаји преговора са Атином пропали, Спартанци су напали Атику, али су је затекли пусту — Перикле је предвидео овај спартански корак и на време евакуисао целокупно становништво Атике унутар зидина Атине.

Славним херојима цео свет је гроб; у далеким земљама које се наводе у његовом епитафу на стубу, урезан је неписани свети епитаф у грудима сваког човека, епитаф који ни један камен не може да сачува осим самог срца.

Периклов Посмртни говор како га је записао Тукидид.
Не зна се како је заправо Перикле убедио сеоско становништво да напусти имања и њиве и да се склони у Атину. Иако су се склањали пред евидентном опасношћу, сељаци су морали да напусте своју земљу, огњишта и храмове, што је значило потпуну промену начина живота који су до тада водили. Иако су су ипак пристали, сељаци нису уопште били задовољни овом Перикловом одлуком. Перикле им је онда обећао да ће им дати своју земљу уколико не буде била такође уништена у спартанском нападу. То обећање, како нам објашњава Тукидид, базирало се на Перикловом уверењу да ће његово имање, које се такође налазило ван атинских зидина, бити поштеђено било зато што је спартански краљ био његов пријатељ, било као прорачунати политички потез којим би се Перикле дискредитовао у народу.
У сваком случају, незадовољство сељака који су били сведоци уништења сопствене имовине је све више расло, а било је све више и оних који су веровали да је он заправо онај који је убацио Атину у рат. Упркос притиску Перикле је одбио да промени стратегију и да одмах ступи у борбе са Спартанцима. Такође није затражио мишљење еклесије, зато што се бојао да ће народ, изазван уништавањем својих поља и огњишта, кренути сам против моћне спартанске војске ван градских зидина. Перикле додуше, није имао контролу над председавајућима еклесије, међутим њихово поштовање према њему као политичару и вођи је било довољно да раде онако како је он желео. Док је спартанска војска била стационирана у Атици, Перикле је послао 100 бродова у пљачку Пелопонеза. Такође је поставио коњицу да чува опустошену земљу која се налазила у непосредној близини Атине. Када је непријатељ напустио Атику, Перикле је предложио је декрет по коме би атинске власти морале да издвоје на страну суму од 1.000 таланта и 100 бродова у случају да град буде нападнут са мора. Најоштрија тачка тог декрета гласила је да свако ко чак и предложи да се тај новац или бродови употребе на другачији начин, био би осуђен на смрт. У јесен 431. п. н. е. Перикле је кренуо у поход против Мегаре, а неколико месеци касније, у зиму 431/ 430. п. н. е. је одржао свој чувени посмртни говор у част палих атинских војника током прве године рата.

### Последњи војни походи и смрт
Мушкарци могу да слушају похвале туђих подвига само ако су чврсто уверени да су и они сами такође способни да ураде исто: када се превазиђе тај ниво, онда наступа мржња са неповерљивошћу.

Периклов Посмртни говор, како га је записао Тукидид (2.35) 
Спартанска војска је 430. п. н. е. опет опустошила и опљачкала Атику, али упркос томе, Перикле је и даље одбијао да промени тактику и да уђе у отворени сукоб са спартанском војском. Уместо тога, опет је повео казнену експедицију у пљачкање Пелопонеза на коју је повео 100 бродова атинске морнарице. Плутарх пише да се непосредно пре него што су бродови испловили из пирејске луке, десило помрачење Сунца, што је изазвало страх међу посадама атинских бродова, али Перикле је употребио своје познавање астрономије које је стекао код филозофа Анаксагоре, како би смирио испрепадане морнаре. У лето те исте 430. п. н. е., једна епидемија је покосила велики део атинског становништва. До дана данашњег научници нису сигурни која је то болест била у питању. Због те епидемије, избило је опште незадовољство Атињана против Перикла. Међутим Перикле се одбранио од напада емотивним говором који нам преноси Тукидид у коме се виде јасно Периклове врлине али и огорченост због незахвалности својих суграђана. Привремено је успео да умири гнев народа, али су његови противници ипак на крају успели да га смене са положаја стратега и да буде осуђен на новчану казну од 15 до 50 таланта. Антички извори наводе да је Клеон, млади и амбициозни политичар који се истакао током рата, био јавни тужилац на Перикловом суђењу.
Следеће 429. п. н. е., Атињани не само да су опростили Периклу, него су га опет изабрали за стратега. Перикле се опет нашао на челу атинске војске са којом је ратовао током скоро читаве 429. п. н. е. Међутим, те исте године у епидемији која је захватила Атину, преминула су његова оба сина из првог брака, Ксантип и Парал. То је сасвим дотукло Перикла, кога чак ни Аспасијино присуство није могло да утеши. Убрзо је и сам Перикле пао као жртва исте епидемије у јесен 429. п. н. е.
Пре него што Перикле умре, његови другови су били окупљени око његовог кревета, и говорили су о његовим политичким и војним успесима као и о његових девет ратних трофеја. Перикле, иако је био у полусвести, чуо их је и напоменуо им је да су заборавили о његовом највећем успеху, чињеници да у Атини никада неће бити заказан дан жалости због његове смрти.
Према Тукидиду, Периклова смрт је била права катастрофа за Атину, зато што његови наследници нису били ни политички ни војно способни као што је био он. Њима се више допадало да буду популарни него корисни Атини. Са тим горким коментарима Тукидид не само да је жалио губитак политичара којег је дубоко поштовао, него је такође осликавао Атину, која је после смрти Перикла, почела да губи свој пређашњи сјај.

## Приватни живот
Поштујући атинску традицију Перикле се прво оженио једном блиском рођаком која му је родила два сина, Ксантипа и Парала. Међутим тај брак није био уопште срећан, тако да се Перикле око 445. п. н. е. развео од ње и нашао јој другог мужа уз сагласност мушких чланова њене породице. Име његове прве супруге ни дан данас није познато, једино што се зна јесте да је она била супруга извесног Ипоника пре него што се удала за Перикла, и да је с њим имала једног сина, Калију.
Жена коју је Перикле заиста волео била је Аспасија из Милета. Она је постала његова љубавница и живели су у невенчаном браку. Ова веза изазвала је многе реакције у Атини тог времена, па је чак и сам Периклов син Ксантип, који је имао политичке амбиције, без двоумљења осудио ту везу. Упркос свему томе, Перикле је остао непоколебљив—чак је и заплакао како би одбранио Аспасију када је била оптужена да квари атинске жене. Овај велики војсковођа и политичар доживео је огромну породичну трагедију од које се никад није опоравио — у епидемији која је напала Атину непосредно пред почетак Пелопонеског рата, умрли су његова сестра и оба сина из првог брака, Ксантип и Парал. Нешто пре Периклове смрти Атињани су донели нови закон који је поништавао Периклов закон из 451. п. н. е. о атинском држављанству, чиме је омогућено Перикловом и Аспасијином сину, Периклу млађем, да постане држављанин Атине (с обзиром да му мајка није била Атињанка, према Перикловом закону, није мога да добије атинско држављанство) и Периклов наследник.

## Оцене Периклове личности
Перикле је оставио свој печат на целу једну епоху, не само у историји Атине већ и укупног старогрчког света. Његове важне одлуке и данас су предмет живе расправе међу историчарима, што није ништа необично за политичара његовог калибра. Чињеница да је Перикле био истовремено изузетно и једнако способан политичар, војсковођа и говорник, отежава објективну процену његовог лика и дела.

### Лидерске способности
Неки модерни историчари, као Сара Руден, називају Перикла популистом, демагогом и предатором, док се други диве његовим лидерским способностима. Према Плутарху, када је Перикле ступио на место стратега Атине, „више није био исти човек, послушан пред народом, већ спреман да се преда вољи масе као кормилар ветровима“. Сви антички писци тврде да је Перикле био поштен и непоткупљив, иако је волео да заради новац.
Тукидид је тврдио да је Атина била демократија само по имену, а да је у ствари била Периклова држава. Овом изјавом, атински историчар осликава своје схватање Периклове харизматичности која му је помагала да води, убеђује, а понекад и манипулише народ. Иако Тукидид пише да је Перикле био кажњен, уопште не пише о оптужбама против њега, већ нагласак ставља на Периклов интегритет. Међутим Платон одбацује величање Перикла и тврди да је Перикле искварио Атину увођењем плаћања јавних службеника. Плутарх даље каже да је „Перикле привукао народ бесплатним слављима, доделом јавног земљишта као и увођењем плате јавним службеницима, што је само покварило, улењило народ и учинило га похлепним и зависним, уместо да буде умерен и самодовољан“.
Тукидид брани Перикла и каже да се он није стопио с народом већ је водио народ. Међутим, неки историчари и интелектуалци 20. века, као Малком Макгрегор и Џон Морисон, тврде да је Перикле можда само био харизматичан политичар који се понашао више као саветник народа, а не као његов вођа. Према мишљењу Џастина Данијела Кинга, Перикле је јачањем моћи народа оставио Атину без правог вође. Током Пелопонеског рата, зависност Перикла као вође од народне подршке била је више него очигледна.

### Војне способности
Подвизи могу пасти под критику спорих и неамбициозних; али, у енергичним људима изазивају само подстрек, а у онима који нису способни за иста, само жаљење пуно зависти. Омражени и непопуларни су одувек били они који су желели да владају другима.

Периклова трећа орација како је записао Тукидид (2.64) 
Више од 20 година Перикле је предузимао бројне војне походе од којих је већина била на мору. Био је увек опрезан и никада се није упуштао у ризичне битке с неизвесним исходом и није попуштао пред „узалудним притисцима маса“. Своју војну доктрину Перикле је заснивао на Темистокловој тврдњи да Атина треба да своју снагу заснива на јакој морнарици, пошто су Пелопонежани били скоро непобедиви на копну. Перикле је такође покушао да минимализује опасност од Пелопонежана подизањем нових зидина око града Атине. Како каже професор класичних наука са Универзитета у Принстону, Џосаја Обер, стратегија утврђивања градова радикално је променила употребу војне силе у античкој Грчкој.
Током Пелопонеског рата, Перикле је водио дефанзивну стратегију чији је циљ био, да се исцрпи непријатељ и да се одржи тадашњи статус кво у Античкој Грчкој. Платијас и Колиопулос тврде да Атина није хтела да победи Спарту у војном погледу, већ да упропасти спартански офанзивни план. Две главне карактеристике Периклове „велике стратегије“ биле су одбацивање услова Спарте (због чега је апеловао на Атињане да не прихвате поништење ембарга против Мегаре) и избегавање ширења фронта. Каган тврди да су се Периклове конзервативне реакције биле производ немилих сећања на походе у Египту и на Кипру, које је, како тврди Каган, сам Перикле подржао. Његова стратегија је била изузетно непопуларна, али је Перикле успео да убеди Атињане да га следе без поговора. То је био разлог зашто га је Ханс Делбрук назвао једним од највећих политичара и војсковођа светске историје. Иако су Атињани после његове смрти извршили више напада, према речима Платијаса и Колиопулоса, они заправо никада нису напустили Периклову стратегију све до катастрофалне Сицилијанског похода. Због тог разлога, Бен де Вет тврди да би његова стратегија успела да је он живео дуже.
Критике Периклове војне стратегије биле су исто тако бројне као и похвале. Једна врло честа критика је да је Перикле био много бољи политичар и говорник него стратег. Доналд Каган је Периклову стратегију „назвао сјајном визијом која није успела“. Бери Страус и Џосаја Обер рекли су да је Перикле био неуспешан стратег и да сноси знатан део кривице за пораз Атине у Пелопонеском рату, а Виктор Дејвис Џонсон тврди да Перикле није добро разрадио стратегију за офанзивни план којим би Атина натерала Спарту или Тебу да прекину рат. Каган има четири главне примедбе на Периклов у стратегију: прво, одбијање и најмањих уступака којима би се рат могао избећи, друго, да је непријатељ није предвидео и стога није имала кредибилитет, треће, била је превише слаба да би могла да се искористи било каква прилика, и четврто, зависила је од самог Перикла, па је самим тим била осуђена на напуштање након његове смрти. Каган пише да је Периклу било потребно око 2.000 таланта сваке године за одржавање своје стратегије у Пелопонеским рату, и базирајући се на тој суми, закључује да је Перикле имао новца да финансира рат само три године. Стога Каган претпоставља да је Перикле, знајући за ово, планирао да рат буде много краћи. Други аналитичари, као Доналд Најт тврде да је његов план био исувише дефанзиван па није имао никакве шансе за успех.
Међутим, Платијас и Колиопулос одбацују те критике и говоре да су Атињани изгубили тај рат тек пошто су напустили Периклову стратегију. Хансон тврди да Периклова стратегија није била ништа посебно, али је могла да обезбеди задовољавајуће резултате за Атину. У сваком случају, нико од његових политичких и војних наследника није заправо имао његове политичке способности и карактер.

### Ораторске способности
Модерни проучаваоци Тукидидовог дела још увек покушавају да открију који делови Посмртног говора припадају Периклу а који Тукидиду. Пошто Перикле своје говоре није записивао, на ово питање је готово немогуће одговорити. Тукидид је забележио по сећању три Периклова говора, тако да не можемо знати да ли је или није додао и нека своја размишљања и запажања. Иако је Перикле био главни извор Тукидидове инспирације, очигледно је да се страствени идеалистички и књижевни стил Периклових говора битно разликује од стриктно хладног, научног и аналитичног Тукидидовог стила, мада то такође може бити резултат инкорпорације елемената говорничког стила у историографију, тј., Тукидид је једноставно могао употребити два различита стила у две различите сврхе.
Каган тврди да је Перикле употребљавао узвишени тон у својим говорима, „без вулгарних елемената и јефтиних трикова које су користили остали говорници кад су се обраћали масама у оно доба“. Према Диодору са Сицилије, „Перикле је надмашивао све своје суграђане у ораторском умећу“. Плутарх пише да је Перикле избегавао нападне наступе као што је то радио, на пример Демостен, и увек је говорио мирно и сталожено.

Чак и да га оборим у рвању, он [Перикле] би то порицао тако страсно да би убедио чак и оне који су својим очима видели борбу.

Тукидид из Алопеке, вођа конзервативне странке, и сам одличан рвач, о Перикловим ораторском способностима.
Старогрчки писци величају Перикла толико да му дају придев „олимпијски“ и тврде „да је држао Зевсово оружје у рукама док је држао говоре“. Римски историчар Квинтилијан каже, да је Перикле темељно спремао своје говоре и да је увек пре него што би изашао да говори ишао у храм и молио се боговима да не изговори неку погрешну реч.
Међутим, Плутарх додаје да је песник Ион са Хиоса приметио да су Периклови говори пуни уображености и прикривене ароганције, као и презира према другима. Горгија у Платоновом истоименом дијалогу, као пример за изузетног говорника наводи управо Перикла. Међутим, Сократ у Платоновом дијалогу Менексен, говори да је Периклово ораторско умеће прецењено и иронично додаје да је Аспасија заправо била Периклов учитељ у говорништву, а пошто је Аспасија била учитељ многих говорника, свако ко је беседништво учио од Аспасије знатно је бољи говорник него неки ученик софисте Антифона. Сократ такође додаје да је чувени Периклов Посмртни говор у ствари Аспасијино дело и критикује савременике који су величали Перикла.

### Историјско наслеђе
Периклово највидљивије историјско наслеђе налази се у књижевности и уметности Златног века античке Грчке. Акропољ, иако у рушевинама, дан данас стоји као симбол модерне Атине. Папаригопулос каже, да су само те величанствене грађевине на Акропољу довољне да име Грчке овековече у свету.
У политици Виктор Еренберг говори да је главни елеменат Перикловог наслеђа атинска хегемонија која је одрицала праву демократију и права народима осталих градова чланова савеза осим водећег. Величање тако арогантног империјализма је на крају уништило Атину.
Други аналитичари инсистирају на атинском хуманизму те златне епохе. Слобода говора је највећи дар који је дала Периклова епоха. Перикле се дан данас сматра идеалним владарем античке Грчке, а његов Посмртни говор данас представља пример борбе за демократију и грађански понос.

## Белешке
1. ^ Тачан датум Перикловог рођења није познат; свакако се није могао родити после 492-1, пошто је 472. п. н. е. финансирао трагедију Персијанци, за шта је било потребно пунолетство. Није забележено да је учествовао у Персијским ратовима (480—79); неки историчари тврде да је практично немогуће да се родио пре 498. п. н. е., али је тај аргумент, ex silentio, одбачен.[21]
[149]
2. ^ Плутарх пише да је Агариста била Клистенова унука, мада хронолошки гледано, тако нешто није могуће. С друге стране, постоји сагласност историчара да је Клистен био њен ујак.[6][8]
3. ^ Тукидид је записао многе Периклове говоре. Ипак, изјавио је да је немогуће да забележи сваку Периклову реч, али да се потрудио да што верније пренесе све што је могао да запамти.[150]
4. ^ Аристотел тврди да је Аристодик из Танагре убио политичара Ефијалта. Плутарх бележи да Идоменеа помиње да је Перикле убио Ефијалта, али додаје да он то не верује зато што тако нешто није било у Перикловој природи.[19][37]
5. ^ Према Плутарху, сматрало се да је Перикле покренуо војни поход на Самос да би удовољио својој љубавници Аспасији.[103]
6. ^ Плутарх пише о тим оптужбама али их не подржава. Тукидид тврди да је атински политичар још увек био моћан. Гом и Влахос подржавају Тукидидов став.[151][152][153]
7. ^ Влахос тврди да Тукидидово приповедање одаје утисак да је Атинска поморска држава постала репресивна и ауторитативна, и не помиње да је спартанска држава била једнако сурова према својим савезницама вазалима. Влахос тврди да је атински пораз могао да доведе до много суровије спартанске владавине, што се на крају и десило. Тако историчар тврди да је исувише тенденциозна тврдња да је већина Грка сматрала да је Спарта ослободила грчке градове од атинске доминације.[154] Џефри Ернест Морис де Сент Кроа доводи у питање тврдњу да је атинска поморска држава била добродошла и кључна за одржавање демократије по целом старогрчком свету.[155] Према Форнари и Самонсу, било која тврдња да је (не)популарност заснована само на уским идеолошким ставовима је површна.[156]
8. ^ Према постојећим доказима о симптомима, већина истраживача и научника верује да је атинска епидемија била највероватније тифус или трбушни тифус, а не колера, куга или богиње.[157][158]
9. ^ Перикле је био стратег без прекида између 444. п. н. е. и 430. п. н. е.[67]
10. ^ Влахос оптужује Тукидида да је његова оданост Периклу превелика, те да је Тукидид занемарио оптужбе против Перикла, али не само оптужбе него и оговарања на Периклов рачун.[159]
11. ^ По Платију и Колијопулу, Периклову политику је чинило пет главних принципа: уравнотеживање моћи непријатеља; искориштавање сопствених способности, али негирање оних које је поседовао непријатељ; угрожавање и негирање успјеха непријатеља вештом пропагандом и вештим коришћењем репресалија; слабљење спољашњих, односно регионалних утицаја противника; и на крају, усмеравање унутрашњег политичког живота на терену непријатеља, у сопствену политичку корист.[160]
12. ^ Влахос тврди да је Тукидид имао отприлике 30 година када је Перикле изговорио свој чувени Посмртни говор, и да је могуће да је био међу онима који су га слушали.[161]
13. ^ Влахос каже да не зна ко је написао Посмртни говор али тврди да су те речи изговорене око 431. п. н. е.[161] Према сер Ричарду К. Вебу, говори које је Тукидид забележио дају нам уопштену идеју о Периклу, те да је вероватно да садрже делове Периклових говора, али је врло мало вероватно да у целости могу представљати Периклово ораторско умеће.[140] Џон Добсон верује да „иако је језик Тукидидов, неке од идеја су свакако припадале Периклу.[162] С. М. Џ. Сикинг тврди да се ради о аутентичним Перикловим говорима, док Јоанис Какридис тврди да је Посмртни говор искључиво Тукидидово дело, пошто „права публика нису били Атињани с почетка рата, већ су припадали генерацији з периода око 400. п. н. е., која је на својој кожи осетила последице пораза.“[163][164] Гом се не слаже са Какридисом и уверен је да је Тукидид стварно забележио комплетан Периклов говор.[157]
14. ^ То тврди и Плутарх.[137] Међутим, Суда, византијска енциклопедија из 10. века, бележи да је Перикле био први говорник који је систематски записивао своје говоре.[165] Цицерон помиње Периклове белешке, али Цицеронове тврдње се не сматрају истинитим. Врло је вероватно да су други писци присвојили Периклово име.[166][167]
15. ^ Јоанис Калутсинакис „тврди да ниједан читалац не може а да не примети величанствени ритам Посмртног говора као целине, а јединствена корелација између лепршаве емоције и одличног стила су атрибути које Тукидид приписује искључиво Периклу.“[11] Према Харвеју Јунису, Тукидид је творац митологије Перикловог беседништва која доминира до дан данас.[168]

### Научни радови
| - (језик: енглески) Aird, Hamish (2004). Pericles: The Rise and Fall of Athenian Democracy. The Rosen Publishing Group. ISBN 978-0-8239-3828-5. - (језик: енглески) Badian, E. (1987). „”. . The Society for the Promotion of Hellenic Studies. 107: 1—39. - (језик: енглески) - (језик: енглески) - (језик: енглески) Blois de, Lukas (1997). An Introduction to the Ancient World. Routledge (UK). ISBN 978-0-415-12774-5. - (језик: енглески) Buckley, Terry (1996). Aspects of Greek History 750-323 BC. Routledge (UK). ISBN 978-0-415-09957-8. - (језик: енглески) Butler, Howard (2005). The Story of Athens. Kessinger Publishing. ISBN 978-1-4179-7092-6. - (језик: енглески) Cawkwell, George (1997). Thucydides and the Peloponnesian War. Routledge (UK). ISBN 978-0-415-16552-5. - (језик: енглески) Cunningham L.S., Reich J.J. (2005). Culture And Values. Thomson Wadsworth. ISBN 978-0-534-58228-9. - (језик: енглески) Davis, John Kenyon (1971). Athenian propertied families, 600-300 B.C. Clarendon Press. ISBN 978-0-19-814273-7. - (језик: енглески) - (језик: енглески) Dobson, J.F. (јул 1919). „Pericles as an orator”. . London: Methuen. Приступљено 12. 1. 2007. - (језик: енглески) - (језик: енглески) Ehrenberg, Victor L. (1990). From Solon to Socrates. Routledge (UK). ISBN 978-0-415-04024-2. - Fine, John V.A. (1983). The Ancient Greeks: A critical history. Harvard University Press. ISBN 978-0-674-03314-6. - (језик: енглески) Fornara Charles W., Loren J. Samons II (1991). Athens from Cleisthenes to Pericles. Berkeley: University of California Press. - (језик: енглески) Gomme, A. W. A. Andrewes; K. J. Dover, ур. An Historical Commentary on Thucydides (I-V). Oxford University Press (1945–1981). ISBN 978-0-19-814198-3. - (језик: енглески) Hanson, Victor Davis (2007(English Edition 2005)). How the Athenians and Spartans fought the Peloponnesian War (translated in Greek by Angelos Philippatos). Athens: Livanis Editions. ISBN 978-960-14-1495-9. Проверите вредност парамет(а)ра за датум: \|date= (помоћ) - (језик: енглески) Henri, Madeleine M. (1995). Prisoner of History. Aspasia of Miletus and her Biographical Tradition. Oxford University Press. ISBN 978-0-19-508712-3. - (језик: енглески) Hornblower, Simon (2002). The Greek World 479-323 BC. Routledge (UK). ISBN 978-0-415-15344-7. - (језик: енглески) Hurwit, Jeffrey M. (2004). The Acropolis in the Age of Pericles. Cambridge University Press. ISBN 978-0-521-82040-0. - (језик: енглески) Just, Roger (1991). Women in Athenian Law and Life. Routledge (UK). ISBN 978-0-415-05841-4. - (језик: енглески) Kagan, Donald (1996). „Athenian Strategy in the Peloponnesian War”. The Making of Strategy: Rules, States and Wars by Williamson Murray, Alvin Bernstein, MacGregor Knox. Cambridge University Press. ISBN 978-0-521-56627-8. - (језик: енглески) Kagan, Donald (1974). The Archidamian War. Ithaca: Cornell University Press. ISBN 978-0-8014-0889-2. - (језик: енглески) Kagan, Donald (1989). The Outbreak of the Peloponnesian War. Ithaca: Cornell University Press. ISBN 978-0-8014-9556-4. - (језик: енглески) Kagan, Donald (2003). „War aims and resources (432–431)”. The Peloponnesian War. Viking Penguin (Penguin Group). ISBN 978-0-670-03211-2. - (језик: грчки) - (језик: енглески) Katula, Richard A. (2003). „The Origins of Rhetoric”. A Synoptic History of Classical Rhetoric by James J. Murphy, Richard A. Katula, Forbes I. Hill, Donovan J. Ochs. Lawrence Erlbaum Associates. ISBN 978-1-880393-35-2. - (језик: енглески) - (језик: енглески) Knight, (1970). „”. . 23: 150—160. - (језик: енглески) Libourel, (1971). „”. . 92 (4): 605—615. | - (језик: енглески) Loraux, Nicole (2003). „Aspasie, l'étrangère, l'intellectuelle”. La Grèce au Féminin (in French). Belles Lettres. ISBN 978-2-251-38048-3. - (језик: енглески) Mattson, Kevin (1998). Creating a Democratic Public. Penn State Press. ISBN 978-0-271-01723-5. - (језик: енглески) McGregor, Malcolm F. (1987). „Government in Athens”. The Athenians and their Empire. The University of British Columbia Press. ISBN 978-0-7748-0269-7. - (језик: енглески) Mendelson, Michael (2002). Many Sides: A Protagorean Approach to the Theory, Practice, and Pedagogy of Argument. Springer. ISBN 978-1-4020-0402-5. - (језик: енглески) Miller, (21. 3. 2004). „”. . Приступљено 7. 6. 2008. - (језик: енглески) Monoson, Sara (2000). Plato's Democratic Entanglements. Princeton University Press. ISBN 978-0-691-04366-1. - (језик: енглески) Morrison, J. S.; Gomme, A. W. (1950). „Pericles Monarchos”. Journal of Hellenic Studies. 70: 76—77. ISSN 0075-4269. JSTOR 629294. S2CID 250247600. doi:10.2307/629294. - (језик: енглески) Ober, Josiah (1991). „National Ideology and Strategic Defence of the Population, from Athens to Star Wars”. Hegemonic Rivalry: From Thucydides to the Nuclear Age. Westview Pr. ISBN 978-0-8133-7744-5. - (језик: енглески) Ober, Josiah (1996). The Athenian Revolution. Princeton, New Jersey: Princeton University Press. ISBN 978-0-691-01095-3. - (језик: грчки) - (језик: грчки) Platias Athanasios G., Koliopoulos Constantinos (2006). Thucydides on Strategy. Eurasia Publications. ISBN 978-960-8187-16-0. - (језик: енглески) „”. . 1996. - (језик: енглески) „”. . 2002. - (језик: енглески) Podlecki, A.J. (1997). Perikles and His Circle. Routledge (UK). ISBN 978-0-415-06794-2. - (језик: енглески) Power, Edward J. (1991). A Legacy of Learning. SUNY Press. ISBN 978-0-7914-0610-6. - (језик: енглески) Rhodes, P.J. (2005). A History of the Classical Greek World. Blackwell Publishing. ISBN 978-0-631-22564-5. - (језик: енглески) Ruden, Sarah (2003). Lysistrata. Hackett Publishing. ISBN 978-0-87220-603-8. - (језик: енглески) Samons, Loren J. (2004). „The Peloponnesian War”. What's Wrong with Democracy?. Los Angeles, California: University of California Press. ISBN 978-0-520-23660-8. - (језик: енглески) Sealey, Raphael (1976). „The Peloponnesian War”. A History of the Greek City States, 700-338 B. C. University of California Press. ISBN 978-0-520-03177-7. - (језик: енглески) Shrimpton, G. (1991). Theopompus The Historian. McGill-Queen's Press - MQUP. ISBN 978-0-7735-0837-8. - (језик: енглески) Sicking, CMJ (1998). Distant Companions: Selected Papers. Brill Academic Publishers. ISBN 978-90-04-11054-0. - (језик: енглески) Smith, William (1855). „Death and Character of Pericles”. A History of Greece. R. B. Collins. - (језик: енглески) Starr, Chester G. (1991). A History of the Ancient World. Oxford University Press US. ISBN 978-0-19-506628-9. - (језик: енглески) Ste Croix de, GEM (1955—1956). The Character of the Athenian Empire. Historia III. - (језик: енглески) Ober Josiah, Strauss Barry S. (1990). The Anatomy of Error: Ancient Military Disasters and Their Lessons for Modern Strategists. St Martins Pr. ISBN 978-0-312-05051-1. - (језик: енглески) Tuplin, Christopher J. (2004). Pontus and the Outside World. Brill Academic Publishers. ISBN 978-90-04-12154-6. - (језик: грчки) - (језик: грчки) - (језик: енглески) Wade-Grey, (July—September 1945). „”. ". 14 (3): 212—229. Проверите вредност парамет(а)ра за датум: \|date= (помоћ) - (језик: енглески) Wet de, (1969). „”. . 12: 103—119. - (језик: енглески) Yunis, Harvey (1996). Taming Democracy. Cornell University Press. ISBN 978-0-8014-8358-5. |  |